# Konrad Lorenz

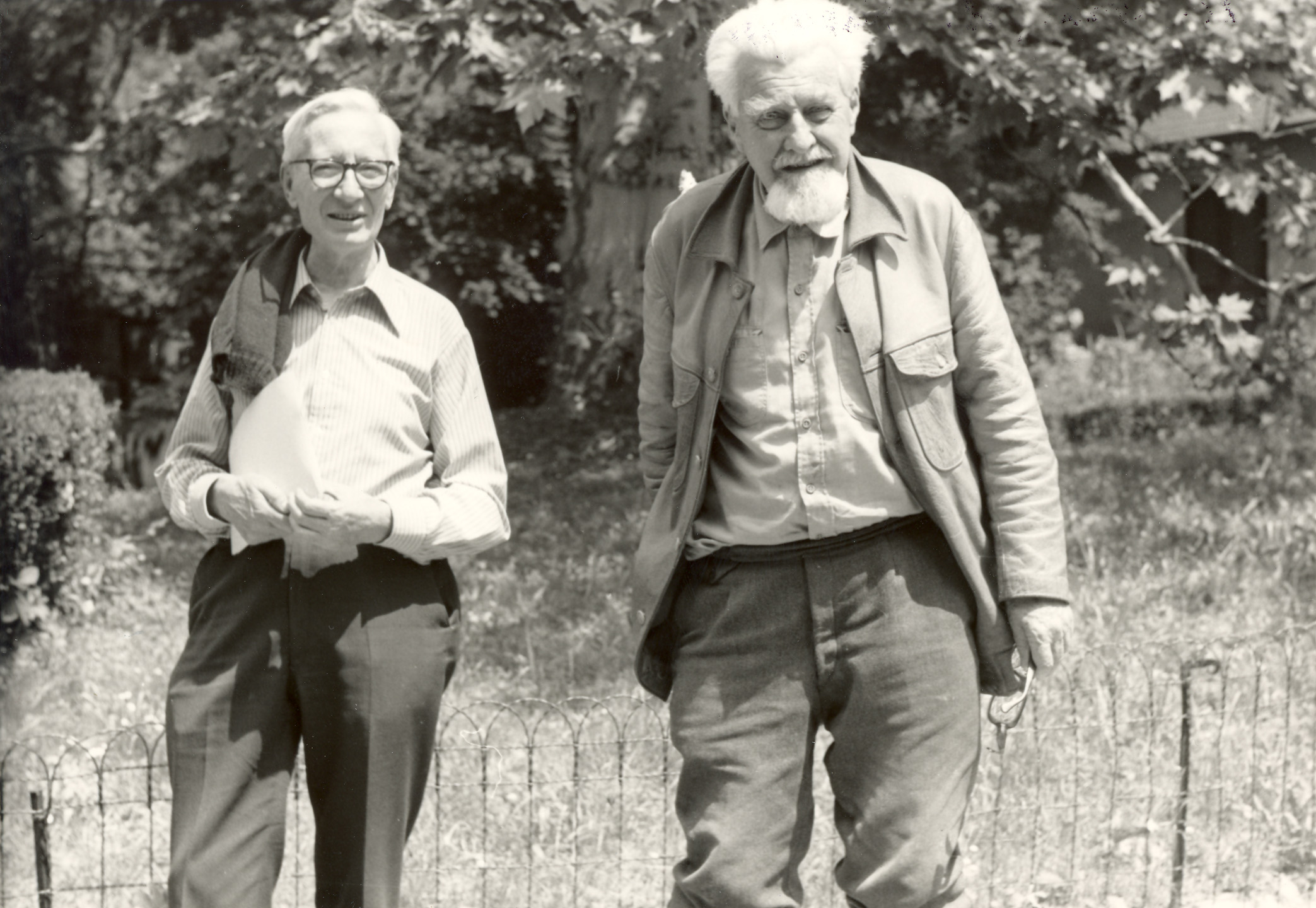
Konrad Lorenz (vpravo) a Nikolaas Tinbergen v roce 1978.

Konrad Zacharias Lorenz (7. listopadu 1903 – 27. února 1989) byl rakouský zoolog, zakladatel moderní etologie. Narodil se v Altenbergu nedaleko Vídně a ve Vídni pak vystudoval medicínu, protože si to přál jeho otec Adolf Lorenz (1854–1946), rakouský ortoped a rodák z Vidnavy. Na univerzitě jej anatomii učil Ferdinand Hochstetter, kterého on sám označoval za výborného anatoma a embryologa a který jej přivedl ke srovnávací anatomii. Metody, které se naučil na srovnávací anatomii, pak používal i při výzkumu chování zvířat. Zájem o živou přírodu ho přivedl ke studiu zoologie a psychologie. Za předmět svého bádání si zvolil fyziologii chování zvířat a stal se zakladatelem nové biologické disciplíny – etologie. Po 2. světové válce založil a později vedl Ústav Maxe Plancka pro fyziologii v Seewiesenu u Starnbergu. Působil i jako profesor na univerzitě v Münsteru a v Mnichově.
Studoval zejména instinktivní chování u husy velké (Anser anser) a kavky obecné (Corvus monedula). Byl učitelem českého zoologa Zdeňka Veselovského. V roce 1973 mu byla udělena Nobelova cena za fyziologii a medicínu.

## Život
Šlo o jednoho z nejvýznamnějších světových přírodovědců 20. století. Po celý svůj poměrně dlouhý život (dožil se úctyhodných 85 let) se zabýval studiem chování zvířat a za své objevy v roce 1973 obdržel Nobelovu cenu za fyziologii a lékařství.
Narodil se 7. listopadu 1903 v Altenbergu nedaleko Vídně. Na přání svého otce, kterým byl rakouský ortoped, vystudoval medicínu ve Vídni a v New Yorku. Jeho celoživotní vášní však byla zoologie. Spolupracoval s vídeňskou zoologickou zahradou, kde mu tamní ředitel svěřoval do opatrování zvířata, která se nechtěla adaptovat na nové podmínky nebo byla poraněná. Lorenz byl velmi úspěšný v jejich léčení a některá zvířata se mu podařilo i v zajetí rozmnožit. Předtím, než se začal naplno věnovat chovatelství a studiu chování zvířat, pracoval jako asistent srovnávací anatomie na univerzitě ve Vídni, avšak tato práce ho nijak zvlášť neuspokojovala.
Po návratu z univerzity si ve vile rodičů v Altenbergu zhotovil mnoho výběhů a rybníčků pro zvířata a začal studovat a zkoumat jejich chování. Nejprve začal pozorovat havranovité ptáky, později přešel na divoké kachny a husy, které si velmi oblíbil. Na otázku, proč si třeba nevybral psa, Lorenz odpověděl, že pes je příliš složité zvíře, naproti tomu pták se nenaučí žádný nový pohyb, ale používá jen vrozené způsoby. Na příkladu života ptáků ve vědecké studii v tehdejší době formuloval základy nového vědního oboru, fyziologie chování, jinak řečeno etologie.
Díky své práci se seznámil se dvěma výtečnými odborníky a začal s nimi spolupracovat. Jedním z nich byl německý fyziolog E. Hostem a druhý byl nizozemský zoolog Nikolaas Tinbergen. Společná práce a přátelství rozvinula etologii jako biologickou disciplínu se zcela novým přístupem k chápání chování zvířat.
Při vstupu do NSDAP v roce 1938 napsal: „... celá má vědecká práce je oddaná myšlenkám národního socialismu.“ V roce 1940 byl Konrad Lorenz jmenován profesorem psychologie a ředitelem Ústavu fyziologie na univerzitě v Královci. Po roce byl povolán do vojenské služby a ke svému bádání se vrátil až po roce 1948, neboť mezi lety 1945–1948 pobýval v ruském zajetí. Díky přímluvě německých vědců z Ústavu Maxe Plancka mu bylo umožněno založit etologický ústav v Buldernu a později i v bavorském Seewisenu. Tím získal úžasné podmínky pro svou práci. Začal se naplno věnovat studiu chování vodních ptáků, sladkovodních a mořských ryb. Zanedlouho si ústav získal světový věhlas a pracovaly zde skupiny vědců a studentů z různých částí Evropy a ze Spojených států.
Lorenzovo zkoumání chování a života divokých hus, vlků a ryb neovlivnilo pouze přírodovědu, ale také humanitní obory, a to hlavně sociologii a etiku. Lorenz ve svých knihách často uvažoval o místě člověka v přírodě. Zabýval se projevy a chováním, hledal smysl lásky, důvěry, ale i agrese či nenávisti v lidském světě.
Za značný přínos pro biologii i pro poznání člověka mu byla společně s jeho přáteli Nikolaasem Tinbergenem a rakouským zoologem Karlem von Frischem udělena v roce 1973 Nobelova cena za fyziologii a medicínu.
Konrad Lorenz je autorem i jinak tematicky zaměřených knih, například humorného díla „Život se psem není pod psa“, ve kterém líčí různé psí příběhy, jež sám i ilustroval, nebo vědecké publikace „Osm smrtelných hříchů“, kde důrazně varuje před dosavadním jednáním současného člověka, které může znamenat bezprostřední ohrožení existence lidstva.
Zemřel 27. února 1989.

## Osm smrtelných hříchů
Za osm smrtelných hříchů, popsaných ve stejnojmenné knize, považoval:
1. Přelidnění Země
2. Ničení životního prostředí
3. Závod člověka se sebou samým
4. Ztráta schopnosti prožívat city
5. Genetický úpadek
6. Rozchod s tradicí
7. Rostoucí poddajnost lidstva k doktrínám
8. Zbrojení atomovými zbraněmi[2]

## Dílo

### České překlady
- Takzvané zlo (Das sogenannte Böse), přeložila Alena Veselovská, Praha : Academia, 2003, ISBN 80-200-1098-X. Druhé vydání: Praha : Portál, 2019, ISBN 978-80-262-1477-9
- Osm smrtelných hříchů (Acht Todsünden der zivilisierten Menschheit), přeložil Petr Příhoda, Praha : Nakladatelství Pyramida, 1990, ISBN 80-7038-212-0; Academia, 2000, ISBN 80-200-0842-X
- Život se psem není pod psa (So kam der Mensch auf den Hund), přeložili Božena a Josef Kosekovi, Praha : Granit, 1999, ISBN 80-85805-90-1
- Hovořil se zvěří, s ptáky a rybami (Er redete mit dem Vieh, den Vögeln und den Fischen), přeložili Božena a Josef Kosekovi, Praha : Granit, 1998, ISBN 80-85805-73-1
- Společník v životě ptáků (1935)
- Karl Raimund Popper a Konrad Lorenz: Budoucnost je otevřená : rozhovor v Altenbergu a texty z vídeňského Popperovského sympozia (Die Zukunft ist offen), přeložili Jaroslav Kohout a Eva Stuchlíková, Praha : Vyšehrad, 1997, ISBN 80-7021-203-9
- Odumírání lidskosti (Abbau des Menschlichen), přeložili Jan Kamarýt a Miroslav Rýdl, Praha : Mladá fronta, 1997, ISBN 80-204-0645-X
- Základy etologie : srovnávací výzkum chování (Vergleichende Verhaltensforschung), přeložil Miroslav Rýdl, Praha : Academia, 1993, ISBN 80-200-0477-7
- Kurt Mündl: Zachraňme naději : rozhovory s Konradem Lorenzem (Rettet die Hoffnung, Konrad Lorenz im Gespräch mit Kurt Mündl), přeložila Stanislava Hřebíčková, Praha : Panorama : Ministerstvo životního prostředí České republiky, 1992, ISBN 80-7038-221-X